# Zelimkhan Bakaïev
Zelimkhan Djabraïlovitch Bakaïev (en russe : Зелимхан Джабраилович Бакаев), né le 1er juillet 1996 à Nazran, est un footballeur international russe évoluant au poste d'ailier ou de milieu offensif au Lokomotiv Moscou.

## Biographie

### Carrière en club
Natif de Nazran en Ingouchie, Bakaïev rejoint à l'âge de 10 ans le centre de formation du Spartak Moscou avant de faire ses débuts professionnels avec le club-école du Spartak, le Spartak-2 Moscou, en troisième division le 26 avril 2014 face au Metallourg Vyksa. Il joue son premier match avec l'équipe première le 23 septembre 2015 contre le Volga Nijni Novgorod en Coupe de Russie. Il prend également part en parallèle à deux rencontres dans l'UEFA Youth League où il marque un but face au Ravan Bakou. Il passe par la suite le reste de l'exercice 2015-2016 en deuxième division sous les couleurs du Spartak-2, où il joue dix rencontres pour un but marqué.
Les années qui suivent le voit principalement évoluer avec cette dernière équipe, disputant 53 rencontres dans les divisions inférieures russes où il inscrit quatre buts. Il joue ses premières rencontres de première division lors de la saison 2017-2018, faisant ses débuts dans la compétition face au FK Oufa lors de la deuxième journée le 23 juillet 2017 et apparaissant en tout à six reprises avec l'équipe première. Bakaïev est finalement prêté à l'Arsenal Toula pour l'exercice 2018-2019, où il dispute 25 matchs de première division et marque huit buts tandis que le club termine en sixième position. Il participe également au parcours de l'équipe en Coupe de Russie où il atteint le stade des demi-finales.
À son retour de prêt, Bakaïev réintègre de manière active l'effectif du Spartak Moscou pour la saison 2019-2020 et fait notamment ses débuts en compétition européenne en disputant la phase qualificative de la Ligue Europa où il inscrit trois buts en quatre matchs, mais ne peut cependant empêcher l'élimination des siens au stade des barrages face au Sporting Braga.
En fin de contrat avec le Spartak au terme de l'exercice 2021-2022, Bakaïev rejoint le Zénith Saint-Pétersbourg en juin 2022 dans le cadre d'un contrat de trois ans.

### Carrière internationale
Bakaïev est appelé au sein de la sélection espoirs à partir de 2016 et prend notamment part aux éliminatoires des Euro 2017 et 2019 où il dispute en tout neuf matchs et inscrit trois buts, ce qui ne suffit cependant pas à qualifier les siens pour la phase finale de ces deux compétitions.
Il est retenu avec la sélection A pour la première fois par Stanislav Tchertchessov en mai 2019 dans le cadre des deux matchs de qualification à l'Euro 2020 contre Saint-Marin et Chypre. Il doit cependant attendre le 13 octobre de la même année pour connaître sa première sélection face à Chypre lors de la victoire 5-0 des siens.

## Statistiques
| Saison                | Club                     | Championnat           | Championnat | Championnat | Coupe(s) nationale(s) | Coupe(s) nationale(s) | Compétition(s) continentale(s) | Compétition(s) continentale(s) | Compétition(s) continentale(s) | Total | Total |
| Saison                | Club                     | Division              | M.          | B.          | M.                    | B.                    | Comp.                          | M.                             | B.                             | M.    | B.    |
| 2013-2014             | Spartak-2 Moscou         | D3                    | 1           | 0           | -                     | -                     | -                              | -                              | -                              | 1     | 0     |
| 2015-2016             | Spartak-2 Moscou         | D2                    | 10          | 1           | -                     | -                     | -                              | -                              | -                              | 10    | 1     |
| 2016-2017             | Spartak-2 Moscou         | D2                    | 31          | 0           | -                     | -                     | -                              | -                              | -                              | 31    | 0     |
| 2017-2018             | Spartak-2 Moscou         | D2                    | 10          | 3           | -                     | -                     | -                              | -                              | -                              | 10    | 3     |
| 2018-2019             | Spartak-2 Moscou         | D2                    | 1           | 0           | -                     | -                     | -                              | -                              | -                              | 1     | 0     |
| Sous-total            | Sous-total               | Sous-total            | 53          | 4           | -                     | -                     | -                              | -                              | -                              | 53    | 4     |
| 2015-2016             | Spartak Moscou           | D1                    | -           | -           | 2                     | 0                     | -                              | -                              | -                              | 2     | 0     |
| 2017-2018             | Spartak Moscou           | D1                    | 5           | 0           | 1                     | 0                     | -                              | -                              | -                              | 6     | 0     |
| 2019-2020             | Spartak Moscou           | D1                    | 27          | 6           | 4                     | 1                     | C3                             | 4                              | 3                              | 35    | 10    |
| 2020-2021             | Spartak Moscou           | D1                    | 23          | 1           | 3                     | 0                     | -                              | -                              | -                              | 26    | 1     |
| 2021-2022             | Spartak Moscou           | D1                    | 26          | 0           | 3                     | 2                     | C1+C3                          | 2+5                            | 0+1                            | 36    | 3     |
| Sous-total            | Sous-total               | Sous-total            | 81          | 7           | 13                    | 3                     | -                              | 11                             | 4                              | 105   | 14    |
| 2018-2019             | Arsenal Toula (prêt)     | D1                    | 25          | 8           | 4                     | 0                     | -                              | -                              | -                              | 29    | 8     |
| 2022-2023             | Zénith Saint-Pétersbourg | D1                    | 13          | 1           | 7                     | 0                     | -                              | -                              | -                              | 20    | 1     |
| Total sur la carrière | Total sur la carrière    | Total sur la carrière | 172         | 20          | 24                    | 3                     | -                              | 11                             | 4                              | 207   | 27    |

## Palmarès

### En club
Spartak Moscou
- Vainqueur de la Supercoupe de Russie en 2017.

 Zénith Saint-Pétersbourg
- Champion de Russie en 2023.
- Vainqueur de la Supercoupe de Russie en 2022.